# Sjestoj
Sjestoj (russisk: Шестой) er en sovjetisk spillefilm fra 1981 af Samvel Gasparov.

## Medvirkende
- Sergej Nikonenko - Roman Glodov
- Vladimir Grammatikov - Pavlik
- Mikhail Pugovkin - Mironytj
- Jevgenij Bakalov - Aristarkh Lusjkov
- Timofej Spivak - Aleksandr